# 宜良県
宜良県（ぎりょうけん）は中華人民共和国雲南省昆明市に位置する県。

## 行政区画
- 街道:匡遠街道、湯池街道、南羊街道
- 鎮:北古城鎮、狗街鎮、竹山鎮、馬街鎮
- 民族郷:耿家営イ族ミャオ族郷、九郷イ族回族郷

## 交通

### 鉄道
- 中国鉄路総公司
  - 南昆線

（昆明方面）- 施家嘴駅 - 永豊営駅 - 楽善村駅 - 宜良北駅 - 班猫箐駅 -（南寧方面）

### 道路
- 高速道路
  - 汕昆高速道路・広昆高速道路（重複区間）
  - 昆明環状高速道路
- 国道
  - G324国道